# Vivien Costanzo
Vivien Costanzo (ur. 6 lutego 1990 w Heppenheim (Bergstraße)) – niemiecka polityczka, deputowana do Parlamentu Europejskiego X kadencji.

## Życiorys
Wnuczka włoskiego imigranta; posiada obywatelstwa niemieckie i włoskie. Studiowała prawo we Frankfurcie nad Menem i Fryburgu Bryzgowijskim, uzyskała magisterium z prawa socjalnego w Kassel. Zaangażowała się w działalność polityczną w ramach Socjaldemokratycznej Partii Niemiec i jej organizacji młodzieżowej Jusos, była wiceprzewodniczącą struktur młodzieżówki w Hesji. Wstąpiła także do włoskiej Partii Demokratycznej. Pracowała w ośrodku pomocy dla osób chorych psychicznie i jako urzędniczka w radzie regionalnej w Kassel. Później została dyrektorką biura posła do Bundestagu Johannesa Fechnera w Emmendingen.
W wyborach w 2024 z ramienia SPD uzyskała mandat eurodeputowanej X kadencji.